# Lucy Morton
Pour les articles homonymes, voir Morton.
Lucy Morton, née le 23 février 1898 à Knutsford et morte le 26 août 1980 à Blackpool, est une nageuse britannique.

## Carrière
Aux Jeux d'été de 1924 à Paris, Lucy Morton est sacrée championne olympique sur 200 mètres brasse, devenant ainsi la première femme britannique remportant une médaille d'or olympique en individuel.
Elle entre à titre posthume à l'International Swimming Hall of Fame en 1988.